# Like a Hurricane (Chris Hillman)
Like a Hurricane è un CD di Chris Hillman, pubblicato dalla Sugar Hill Records nel giugno del 1998.

## Tracce
Testi e musiche di Chris Hillman e Steve Hill, eccetto dove indicato.
1. Back's Against the Wall – 2:41
2. Angel's Cry – 3:45
3. Sooner or Later – 3:37
4. Carry Me Home – 3:07
5. Run Again – 3:21
6. Second Wind – 2:43 (Chris Hillman, Michael Woody)
7. When You Walk in the Room – 2:37 (Jackie DeShannon)
8. Like a Hurricane – 3:35
9. Living on the Edge – 3:41
10. Forgiveness – 3:00
11. I'm Still Alive – 3:37
12. Heaven's Lullaby – 2:52

## Musicisti
- Chris Hillman - voce, chitarra acustica, mandolino
- Jim Monahan - chitarra acustica, chitarra a dodici corde, chitarra elettrica
- David Lindley - chitarra slide
- Steve Hill - chitarra elettrica
- John Jorgenson - chitarra a dodici corde, percussioni
- Jay Dee Maness - chitarra steel
- Mike Monarch - chitarra bottleneck
- Jerry Douglas - dobro
- Josh Brands - dulcimer hammered
- Skip Edwards - accordion
- Ritchie Podolor - tastiere, percussioni, tamburello
- Jimmy Greenspoon - tastiere
- John Patitucci - basso
- Lee Sklar - basso
- Jerry Scheff - basso
- Steve Duncan - batteria
- Hal Blaine - percussioni
- Karen Blake - accompagnamento vocale, coro
- Jennifer Warnes - accompagnamento vocale, coro
- David Crosby - accompagnamento vocale, coro
- Carl Allen - accompagnamento vocale, coro